# Paris International Fantastic Film Festival 2022
Le Paris International Fantastic Film Festival 2022, 11e édition du festival, se déroule du 6 au 12 décembre 2022.

## Déroulement et faits marquants
Pour sa 11e édition, le festival propose dix films en compétition. Le film d'ouverture est Shin Ultraman de Shinji Higuchi.

## Jury
Les prix sont remis par le public à l'exception des trois suivants :

### Prix du Jury Court-Métrage français
- Quentin Boëton
- Alexis Bacci : Auteur de Bande Dessinée
- Céline Defremery : Responsable Catalogue France de Studiocanal
- Jérémie Hoarau : Réalisateur en animation
- Miyako Slocombe : Traductrice-Interprète

### Prix des lecteursMad Movies
Jury composé de 3 lecteurs de Mad Movies sélectionné par la rédaction du magazine

### PrixCine+ Frisson
Myriam Hacene (directrice de la chaîne)

## Sélection

### En compétition
- Candy Land de John Swab  États-Unis
- Demigod: The Legend Begins de Huang Wen-Chang  Taïwan
- Earwig de Lucile Hadzihalilovic  France
- Fixation de Mercedes Bryce Morgan  Canada  États-Unis  Allemagne
- Glorious (en) de Rebekah McKendry (en)  États-Unis
- Huesera de Michelle Garza Cervera  Mexique  Pérou
- Influencer de Kurtis David Harder  États-Unis
- La Montagne de Thomas Salvador  France
- Linoleum de Colin West  États-Unis
- The Elderly (en) de Raúl Cerezo et Fernando González Gómez  Espagne

### Hors compétition
- Good Boy de Viljar Bøe  Norvège
- Project Wolf Hunting de Kim Hong-seon  Corée du Sud
- Shin Ultraman de Shinji Higuchi  Japon
- Something in the Dirt (en) de Justin Benson et Aaron Moorhead  États-Unis
- V/H/S 99 de Johannes Roberts, Vanessa & Joseph Winter, Maggie Levin, Tyler MacIntyre et Flying Lotus  États-Unis
- Venus de Jaume Balagueró  Espagne

### Séances cultes
- Caligula de Tinto Brass  Italie  États-Unis
- Electric Dragon 80.000 V de Sogo Ishii  Japon
- Haute Tension de Alexandre Aja  France
- Schizophrenia  de Gerald Kargl  Autriche
- Strange Days de Kathryn Bigelow  États-Unis

### Séance interdite
- The Lair (en) de Neil Marshall  États-Unis
- The Price We Pay (en) de Ryūhei Kitamura  États-Unis

## Palmarès
- Grand Prix : La Montagne de Thomas Salvador
- Prix des lecteurs Mad Movies : Earwig de Lucile Hadzihalilovic